# Pfarrkirche Regelsbrunn

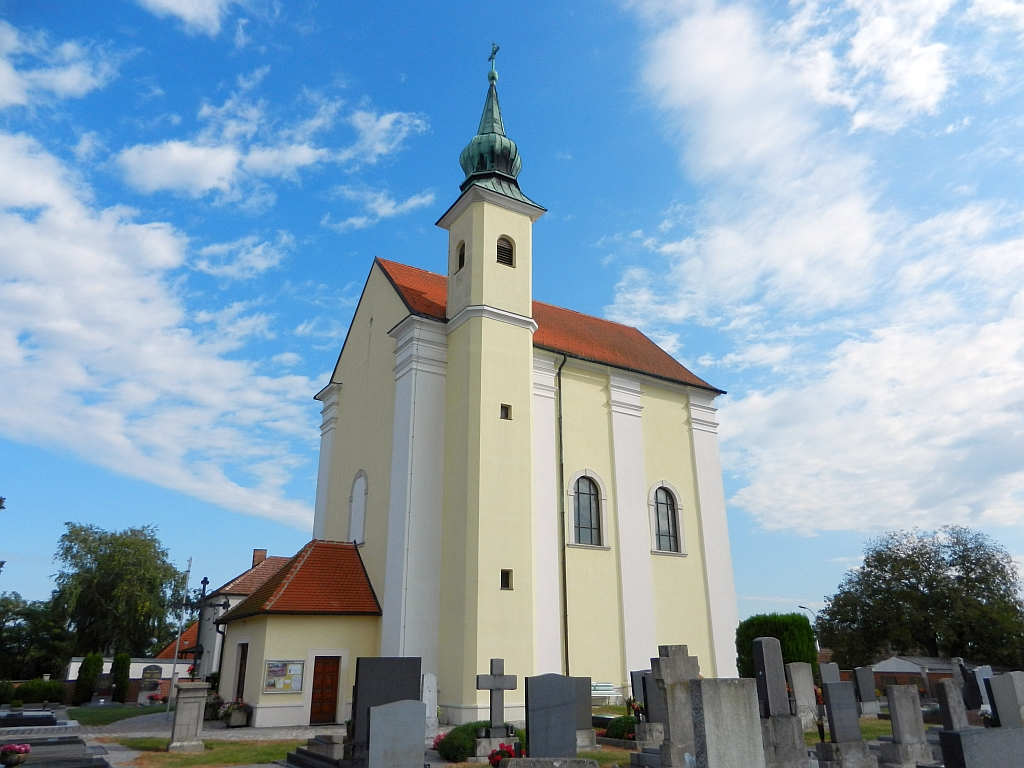
Katholische Pfarrkirche hl. Jakobus der Ältere in Regelsbrunn

Die römisch-katholische Pfarrkirche Regelsbrunn steht etwas erhöht im Süden der Ortschaft Regelsbrunn in der Gemeinde Scharndorf im Bezirk Bruck an der Leitha in Niederösterreich. Sie ist dem hl. Jakobus geweiht und gehört zum Dekanat Hainburg im Vikariat Unter dem Wienerwald der Erzdiözese Wien. Die Kirche steht unter Denkmalschutz (Listeneintrag).

## Geschichte
Die barocke Kirche entstand Ende des 17. Jahrhunderts aus einem Getreidespeicher (Schüttkasten). 1770 wurde das Benefiziat eingerichtet und seit 1783 ist sie eine eigenständige Pfarre.

## Architektur
Kirchenäußeres
Das Gotteshaus ist ein hoher, blockhafter und gerade geschlossener Bau mit Pilastergliederung. Sie hat hoch angesetzte Rundbogenfenster und ein Satteldach. Die östlich angebaute Sakristei war früher die Hl.-Grab-Kapelle. Sie ist durch Blendarkaden gegliedert. Der südwestlich liegende schlanke Eckturm mit Glockengeschoß ist durch Pilaster gegliedert. Der Turm wird von einem Zwiebelhelm bekrönt. 
Die Vorhalle vor dem barocken Hauptportal stammt aus der ersten Hälfte des 18. Jahrhunderts. 
Kircheninneres
Der Innenraum der Kirche ist ein hoher, dreijochiger Saal mit Kreuzgratgewölben auf Pilastern mit profilierten Kämpfern und Gurtbögen. Die Westempore ist von einer flachbogigen Tonne unterwölbt. 

## Ausstattung
Der neugotische Hauptaltar wurde 1922 errichtet. Aus dieser Zeit stammen auch das Ädikularetabel mit Blendmaßwerk und das Bild des hl. Jakob. Die Kirchenbänke wurden ebenfalls zu dieser Zeit gebaut. Der Taufstein entstand Ende des 17. Jahrhunderts.

## Orgel
Die neugotische Orgel von 1841 stammt von Josef Loyp.